# Curt Ludwig von Gienanth

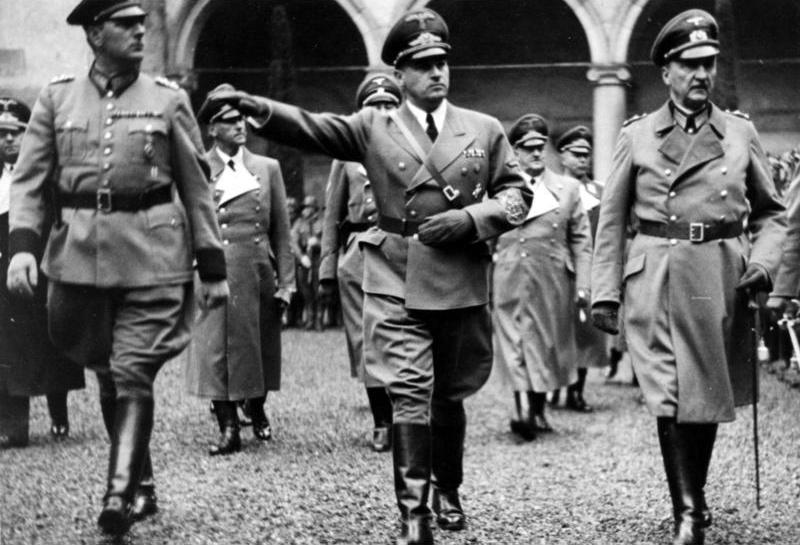
Staatsakt auf der Burg in Krakau (1939), vorn v. l. General Daluege, Frank, Gienanth

Curt Ludwig Freiherr von Gienanth (* 6. Dezember 1876 in Eisenberg; † 3. April 1961 in Heidelberg) war ein deutscher General der Kavallerie sowie Militärbefehlshaber und Wehrkreisbefehlshaber im Generalgouvernement während des Zweiten Weltkriegs.

## Leben
Gienanth schloss 1895 das Wilhelmsgymnasium München ab und trat am 23. März 1896 als Fahnenjunker in das 1. Großherzoglich Hessische Dragoner-Regiment (Leib-Dragoner-Regiment) Nr. 24 ein. Er war bis 1897 zum Militärreitinstitut Hannover kommandiert und avancierte im selben Jahr zum Sekondeleutnant. Ab Mitte November 1901 fungierte Gienanth als Regimentsadjutant und war dann vom 1. Oktober 1904 für drei Jahre zur weiteren Ausbildung an die Kriegsakademie kommandiert. Als Oberleutnant folgte im April 1909 seine Kommandierung zum Großen Generalstab, dem Gienanth am 20. März 1911 mit der Beförderung zum Hauptmann aggregiert wurde. Vom 1. April 1911 bis zum 30. September 1913 war er im Generalstab der Generalinspektion der Kavallerie tätig und wurde anschließend als Eskadronchef in das Jäger-Regiment zu Pferde Nr. 9 versetzt.
Mit Ausbruch des Ersten Weltkriegs kam Gienanth als Zweiter Generalstabsoffizier in den Stab der 1. Kavallerie-Division. Im weiteren Kriegsverlauf wurde er zum Major befördert und hatte verschiedene Generalstabsverwendungen inne; so war er im Frühsommer 1917 als Lehrer beim Generalstabskurs in Sedan tätig. Am 1. Oktober 1917 wurde er Chef des Stabes des Militärbevollmächtigten in Konstantinopel.
Nach Ende des Krieges wurde er in die Reichswehr übernommen. Während dieser Zeit führte er unter anderem als Kommandeur 1927/28 das 6. Infanterie-Regiment in Lübeck, 1929/31 die 3. Kavallerie-Division und 1931/33 die 4. Division. Am 30. September 1933 wurde Gienanth unter Verleihung des Charakters als General der Kavallerie und der Berechtigung zum Tragen der Uniform des 13. Reiter-Regiments verabschiedet.
Mit Beginn des Zweiten Weltkriegs wurde Gienanth am 1. September 1939 zur Verfügung des Heeres der Wehrmacht gestellt und als Kommandant des Festungsbereiches Breslau sowie Kommandeur des Grenzschutz-Abschnitt Kommandos 14 eingesetzt. Von Juli 1940 bis September 1942 amtierte Gienanth als Militärbefehlshaber im Generalgouvernement; Er nahm seinen Sitz in Spała, einem ehemaligen Jagdschloss des russischen Zaren. Die Dienstbezeichnung lautete ab 15. Juli 1942 "Wehrkreisbefehlshaber im Generalgouvernement". Im Oktober 1942 wurde v. Gienanth in die Führerreserve versetzt.
Als Militärbefehlshaber wurde Gienanth am 19. März 1942 über die Deportation von 30.000 „nicht im Arbeitsprozess stehenden“ Juden aus Lemberg informiert. Im Bericht heißt es: „Inwieweit diese Evakuierung einer Dezimierung gleichzusetzen sein wird, bleibt abzuwarten.“ Tatsächlich wurden bis zum 1. April 1942 rund 15.000 Ghettoinsassen aus Lemberg im Vernichtungslager Belzec ermordet. Der Bericht vermerkt wahrheitsgetreu, dass die Sammlung von Winter- und Pelzsachen bei den Juden „keinen freiwilligen Charakter“ hatte.
Im August 1942 eskalierte ein Konflikt zwischen Wehrmacht und SS in Przemyśl, weil Oberleutnant Albert Battel sich weigerte, bei der Wehrmacht beschäftigte Juden herauszugeben. In diesem Zusammenhang forderte Walter von Unruh, der Militärbefehlshaber solle alle einschränkenden Bestimmungen aufheben. Im September 1942 protestierte Gienanth gegen den sofortigen Abzug der jüdischen Arbeitskräfte aus den Rüstungsbetrieben. Fertigungsausfälle zwischen 25 und 100 % seien zu befürchten und das Vorhaben der SS sei deshalb vorerst auszusetzen. Er wurde daraufhin von seinem Posten abberufen und am 1. Oktober 1942 in die Führerreserve versetzt. Unter Verleihung des Deutschen Kreuzes in Silber wurde Gienanths Mobilmachungsbestimmung am 30. Juni 1943 aufgehoben.